# Hornhechte
Die Familie der Hornhechte (Belonidae von βέλος = „Geschoss, Pfeil“) umfasst über 50 Arten in 12 Gattungen.

## Aussehen
Hornhechte sind sehr schlanke Oberflächenfische. Sie haben ein schnabelartiges, verlängertes Maul mit zahlreichen, nadelartigen Zähnen. Bei erwachsenen Tieren sind Ober- und Unterkiefer gleich lang. Die Jungtiere haben zuerst ein normales Maul, dann wächst zuerst der Unterkiefer, so dass sie wie die verwandten Halbschnäbler aussehen. Später folgt der Oberkiefer. Durch ihren langen pfeilartigen Schnabel werden Hornhechte auch Nadelfische genannt.
Die Flossen haben keine Hartstrahlen. Rücken- und Afterflosse sitzen weit hinten am Körper, die Bauchflossen befinden sich ungefähr in der Mitte des Körpers. Die Augen der Hornhechte haben einen besonderen Schutz gegen das von oben kommende helle Licht, dem sie als Oberflächenfische besonders ausgesetzt sind. Die Iris hat in ihrem oberen Teil einen Lappen, der das Eindringen direkten Sonnenlichts vermindert. Gestalt und Größe des Irislappens sind bei jeder Art verschieden.
Kleine im Süßwasser lebende Arten werden nur 6 bis 7 Zentimeter lang, während große marine Arten bis zu 2 Meter lang werden können.

## Verbreitung
Die Tiere haben eine weltweite Verbreitung in tropischen, subtropischen und gemäßigten Meeren, in Brack- und Süßgewässern. Der Gewöhnliche Hornhecht (Belone belone) lebt im Ostatlantik, von Island bis zu den Kanarischen Inseln, im Mittelmeer, im Schwarzen Meer und in Nord- und Ostsee.

## Systematik
Familie Belonidae
- Ablennes Jordan and Fordice, 1887

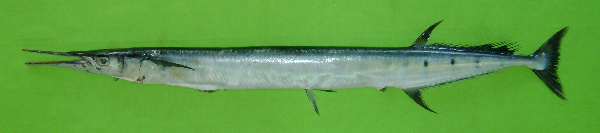
Ablennes hians

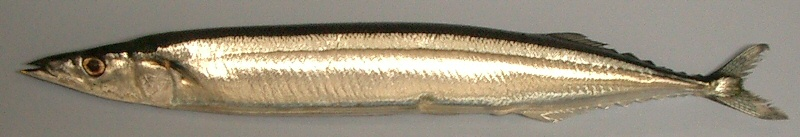
Cololabis saira

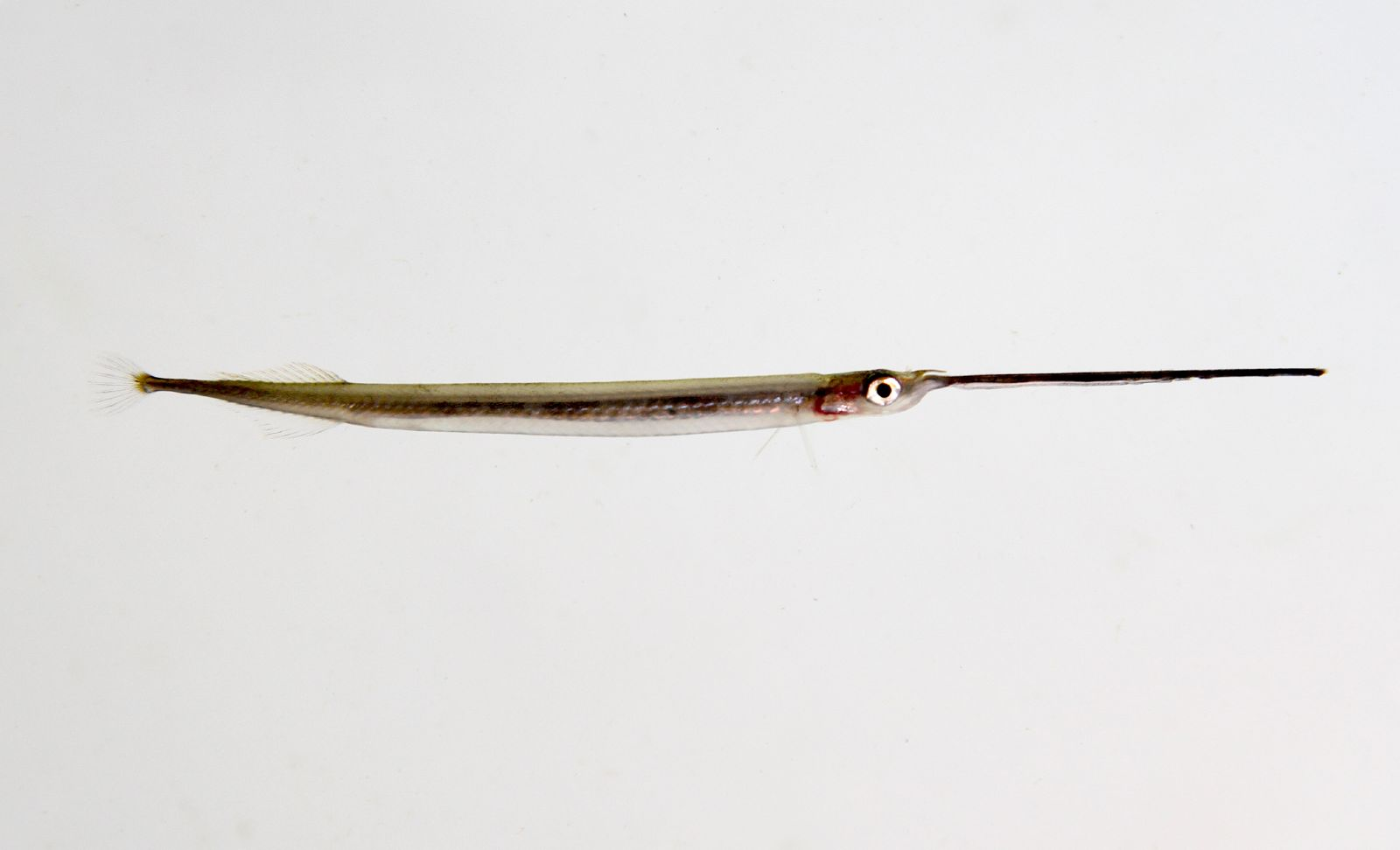
Potamorhaphis cf. guianensis

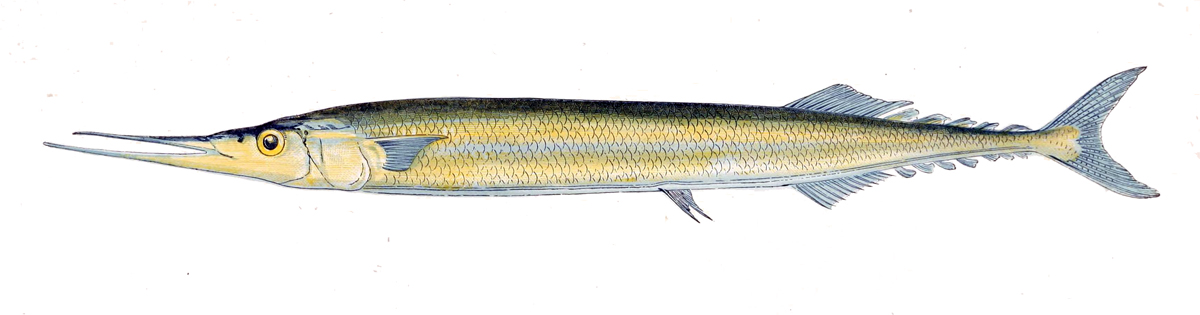
Scomberesox saurus

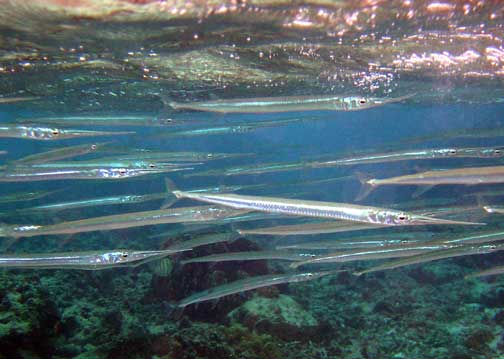
Strongylura incisa

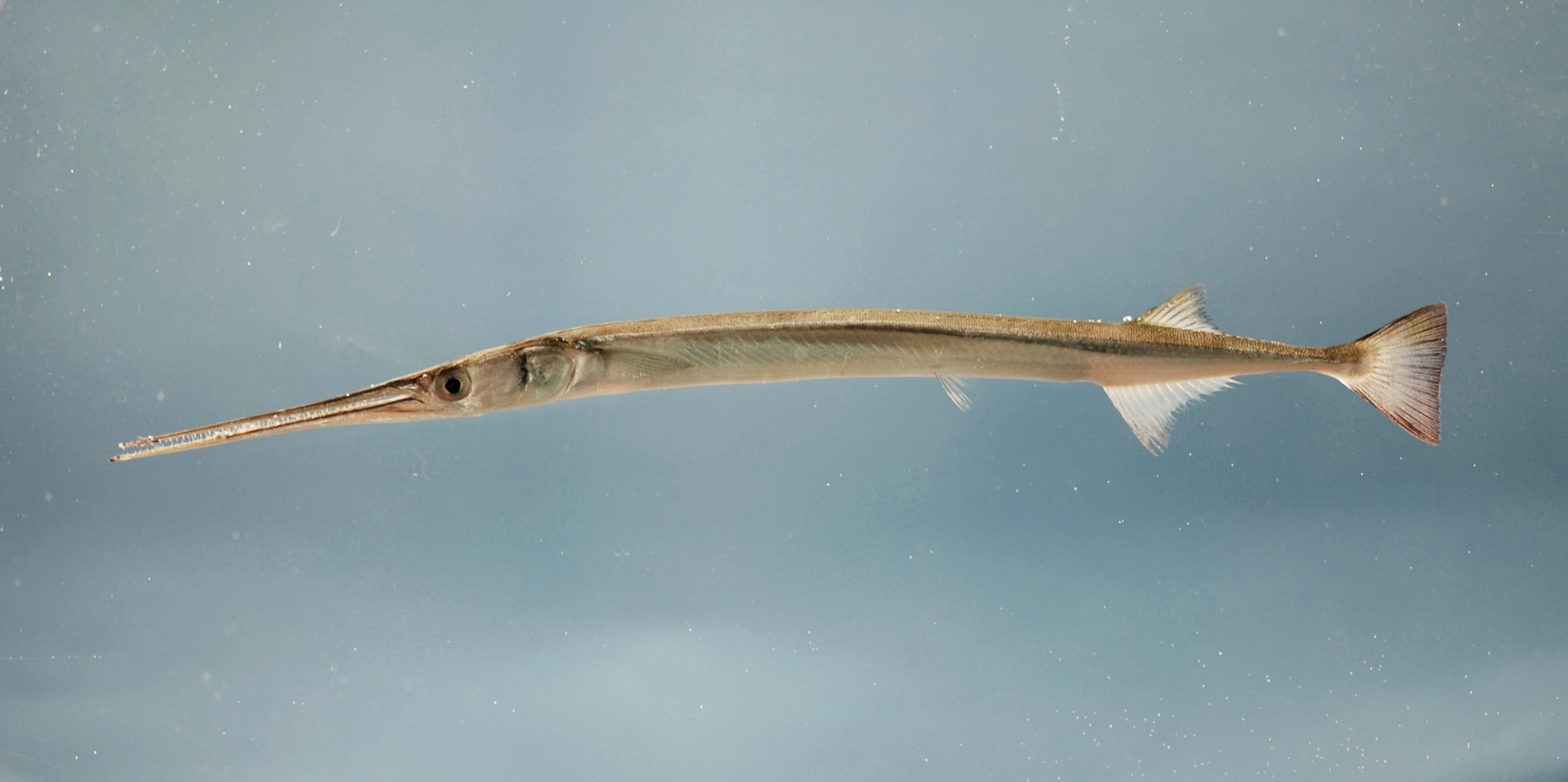
Strongylura marina

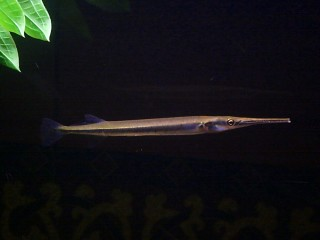
Xenentodon cancila

  - Ablennes hians (Valenciennes in Cuvier & Valenciennes, 1846)
- Belone Cuvier, 1816
  - Gewöhnlicher Hornhecht (Belone belone (Linnaeus, 1760))
  - Belone euxini Günther, 1866
  - Belone svetovidovi Collette & Parin, 1970
- Belonion Collette, 1966
  - Belonion apodion Collette, 1966
  - Belonion dibranchodon Collette, 1966
- Cololabis Gill, 1896
  - Cololabis adocetus Böhlke, 1951
  - Pazifischer Makrelenhecht (Cololabis saira (Brevoort, 1856))
- Petalichthys Regan, 1904
  - Petalichthys capensis Regan, 1904
- Platybelone Fowler, 1919
  - Platybelone argalus (Lesueur, 1821)
- Potamorrhaphis Günther, 1866
  - Potamorrhaphis eigenmanni Miranda Ribeiro, 1915
  - Potamorrhaphis guianensis (Jardine in Schomburgk, 1843)
  - Potamorrhaphis labiatus Sant’Anna et al., 2012
  - Potamorrhaphis petersi Collette, 1974
- Pseudotylosurus Fernández-Yépez, 1948
  - Pseudotylosurus angusticeps (Günther, 1866)
  - Pseudotylosurus microps (Günther, 1866)
- Scomberesox Lacépède, 1803
  - Makrelenhecht (Scomberesox saurus (Walbaum, 1792))
  - Scomberesox scombroides (Richardson, 1843),
  - Zwerg-Makrelenhecht (Scomberesox simulans (Hubbs & Wisner, 1980))
- Strongylura van Hasselt, 1824
  - Strongylura anastomella (Valenciennes in Cuvier & Valenciennes, 1846)
  - Strongylura exilis (Girard, 1854)
  - Strongylura fluviatilis (Regan, 1903)
  - Strongylura hubbsi Collette, 1974
  - Strongylura incisa (Valenciennes in Cuvier & Valenciennes, 1846)
  - Strongylura krefftii (Günther, 1866)
  - Strongylura leiura (Bleeker, 1850)
  - Strongylura marina (Walbaum, 1792)
  - Strongylura notata (Poey, 1860)
  - Strongylura scapularis (Jordan and Gilbert, 1882)
  - Strongylura senegalensis (Valenciennes in Cuvier & Valenciennes, 1846)
  - Strongylura strongylura (van Hasselt, 1823)
  - Strongylura timucu (Walbaum, 1792)
  - Strongylura urvillii (Valenciennes in Cuvier & Valenciennes, 1846)
- Tylosurus Cocco, 1833
  - Tylosurus acus (Lacepède, 1803)
  - Tylosurus choram (Rüppell, 1837)
  - Tylosurus crocodilus (Péron & Lesueur in Lesueur, 1821)
  - Tylosurus gavialoides (Castelnau, 1873)
  - Tylosurus pacificus (Steindachner, 1876)
  - Tylosurus punctulatus (Günther, 1872)
- Xenentodon Regan, 1911
  - Xenentodon cancila (Hamilton, 1822)
  - Xenentodon canciloides (Bleeker, 1853)

## Sonstiges
Der einheimische Gewöhnliche Hornhecht (Belone belone) wird einen Meter lang. Er ist ein sehr geschätzter Speisefisch, der jedoch wenig kommerziell gefischt wird. An den Küsten der südlichen und westlichen Ostsee wird er besonders im Frühsommer (etwa Anfang Mai für max. 3 Wochen) geangelt, da er dann zum Laichen in die Nähe des Strandes kommt. Ein beliebter Laichplatz ist der Greifswalder Bodden. Auffallend sind seine grünen Gräten. Diese Farbe entsteht durch den Abbau des roten Blutfarbstoffes Hämoglobin zu Biliverdin.
Hornhechte ernähren sich von kleinen Freiwasserfischen und freischwimmenden Krebsen, die sie in schneller Jagd erbeuten, indem sie (wie auch die Knochenhechte) die Beute meist seitwärts schlagen. Bei der Jagd, auf der Flucht oder um sich von Parasiten zu befreien, können Hornhechte weit aus dem Wasser springen.
Hornhechte heften ihren mit Klebefäden versehenen Laich an im Wasser treibende feste Substrate, wie Tang, Treibgut oder sogar Boote an.